# Obliquogobius turkayi
Obliquogobius turkayi es una especie de peces de la familia de los Gobiidae en el orden de los Perciformes.

## Hábitat
Es un pez de Mar y de aguas profundas que vive entre 434-496 m de profundidad.

## Distribución geográfica
Se encuentra en el Mar Rojo.

## Observaciones
Es inofensivo para los humanos. 